# Walther PPS

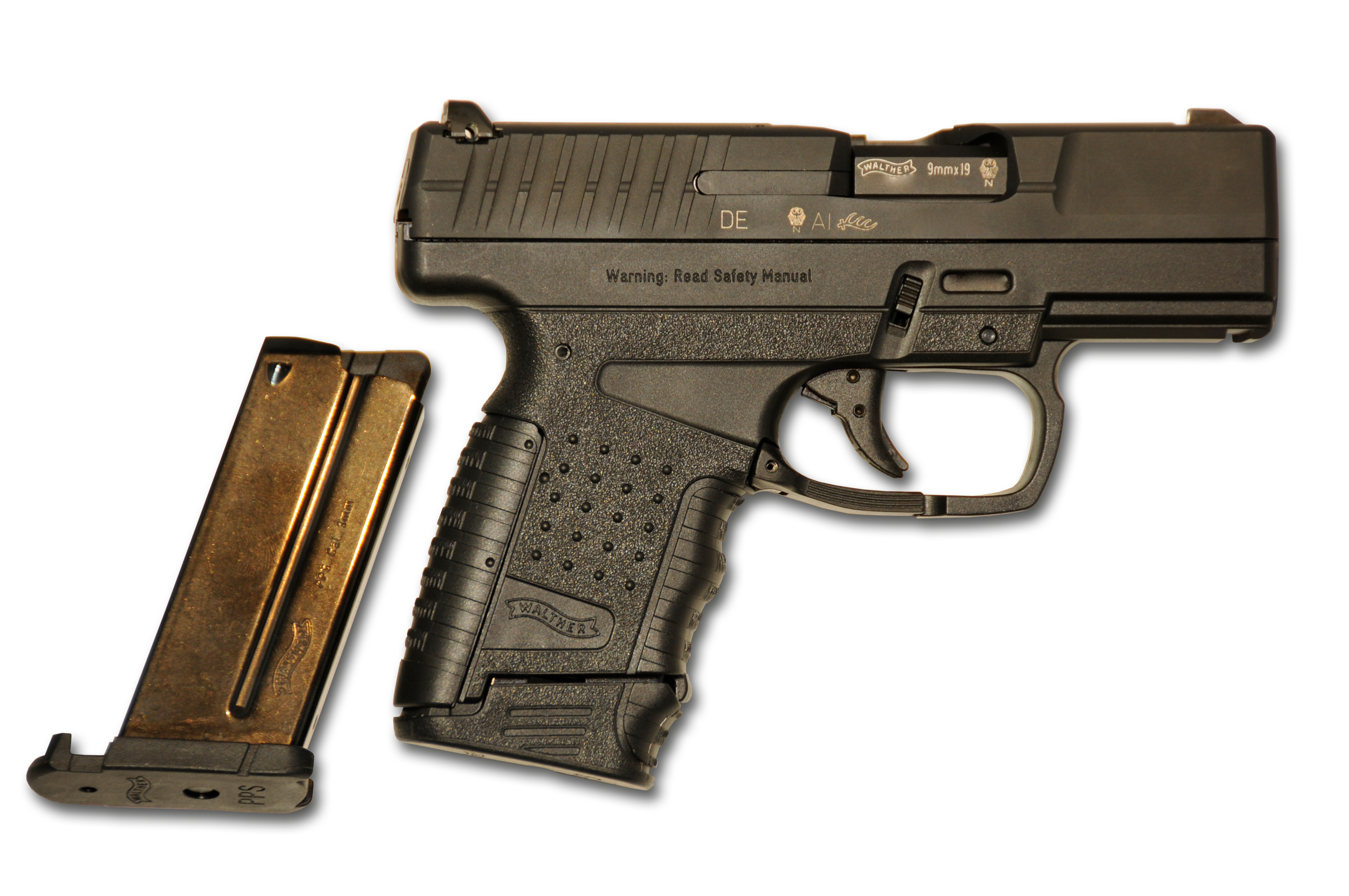
Walther PPS.

La Walther PPS – Pistola Policial Compacta (Polizei Pistole Schmal) es una pistola semiautomática fabricada en Alemania por la compañía de armamento Walther Arms. Fue lanzada en el 2007, exhibiendo una carcasa ligera de polímero, similar en dimensiones al de la Walther PPK. La versión de 9mm presenta cargadores de 6, 7 y 8 cartuchos, permitiéndole al usuario la adecuación del arma a la dimensión de su mano y necesidades específicas.

## Modelos
Hay 3 modelos actualmente en el mercado; uno en 9 x 19 mm Parabellum con número WAWAP10001FC, otro en .40 S&W con número WAWAP10002FC y el último en 9mm con el grabado lateral de “First Edition” con número WAWAP10003FC.

## Disponibilidad
Walther USA publicó el 5 de noviembre de 2007 un anuncio de disponibilidad, titulado Walther Begins Shipping PPS Pistols, que aseguraba su comercialización en los Estados Unidos a principios de 2008. Los modelos disponibles son la PPS estándar, PPS Primera Edición y PPS .40 S&W.